# Ruuhijärvi (sjö i Lappland, lat 66,85, long 28,68)
Ruuhijärvi är en sjö i Finland. Den ligger i kommunen Salla i landskapet Lappland, i den norra delen av landet, 800 km norr om huvudstaden Helsingfors. Ruuhijärvi ligger 209,9 meter över havet. Den är 3,5 meter djup. Arean är 66,3 hektar och strandlinjen är 3,75 kilometer lång. Sjön  ingår i Kemi älvs huvudavrinningsområde.   
Följande samhällen ligger vid Ruuhijärvi:
- Salla (4 401 invånare)

I övrigt finns följande vid Ruuhijärvi:
- Ruuhijoki (ett vattendrag)